# Pierre Bersuire
Pierre Bersuire, latinizado como Petrus Berchorius o Petrus Bercorius (Pierre-du-Chemin, hoy en la región de la Vendée, hacia 1290-París, 1362) fue un monje benedictino o benito y uno de los principales literatos de su época, amigo de Francesco Petrarca. Fue autor de escritos morales y enciclopédicos y el primer traductor en francés de las Décadas de Tito Livio.

## Biografía
En el prólogo de una de sus primeras obras, el Reductiorum morale, se presentó él mismo en latín: Sum quidam peccator, ordinis sancti benedicti monachus, natione gallus, patria pictavinus, nomine Petrus, cognomine Berchorius / Soy un hhumilde pecador, monje de la orden de San Benito, galo, de Poitou, de nombre Pierre, llamado Berchorius). En otros manuscritos ortografiaron su nombre como Bercorius, Berchorii, Berthorius, etc. Pero Berchorius es la grafía más frecuente. En francés la variación es más grande: «Bercheure», «Berchoire», «Berceur», «Berchaire», «Bercœur», etc. 
Los datos sobre su vida aparecen muy dispersos. Cuando Petrarca lo conoció le llamó "venerable", por lo que debía tener muchos más años que él, que nació en 1304; por eso se conjetura que nació hacia 1290. Según el abad de Sade fue brevemente franciscano; luego fue benedictino en la abadía de Maillezais. Sin duda acompañó al abad de Maillezais Geoffroy Pouvreau a la corte pontificia de Aviñón, quizás en 1317, cuando el abad fue consagrado obispo, o años más tarde, y allí se hizo notar por sus variados talentos. En 1328 se convirtió en secretario del cardenal Pierre des Prés, vicecanciller del papa, y en este cargo estuvo hasta comienzos de los años 1340. Fue precisamente este cardenal el que le ordenó consagrarse a diversos trabajos literarios, y le prestó sus libros, a lo que Bersuire correspondió dedicándole dos grandes obras redactadas durante este periodo, el Reductiorum morale y el Repertorium morale. Amistó también en esta época con el humanista y poeta Francesco Petrarca, a quien visitó en Vaucluse.
En 1342 se hallaba en París, donde corrigió su Reductorium morale. Se ignora la razón de su estancia: quizás había acompañado a Pierre des Prés, enviado por el papa para incitar a los reyes de Francia y de Inglaterra a acordar la paz. Sin duda permaneció allí los años siguientes, siguió cursos en la universidad de París y emprendió la redacción del Breviario moral. No se tienen más datos hasta 1351, cuando el cinco de marzo fue conducido a la prisión del obispo de París acusado de herejía, quizá por sus escritos morales. La universidad le reconoció entonces como "escolar" y medió ante el rey Juan el Bueno para liberarlo, lo que consiguió días más tarde. Detentaba entonces como beneficio eclesiástico el cargo de camarero del abad de Coulombs, al menos desde el 10 de diciembre de 1349.
Juan el Bueno amaba las bellas letras y le encargó traducir al francés antiguo la historia de Tito Livio. Un documento ha permitido saber que al menos de 1349 a 1354 Bersuire fue camarero del rey. Permutó este cargo por el de prior de Saint-Éloi, en la isla de la Cité. En enero de 1361 Petrarca visitó París como embajador de Galeazzo Visconti, señor de Milán, y se conocieron e intercambiaron correspondencia. Se deduce de ella que Petrarca lo estimaba como el mejor literato entre sus amigos franceses. Bersuire murió poco después, en 1362. Su sobrino Pierre Philippeau le sucedió como prior de Saint-Éloi (más o menos hasta 1406) y dedicó a su memoria varias misas.

## Obras
- Reductorium morale, una especie de vasta enciclopedia. El libro XV es un comentario moral de las Metamorfosis de Ovidio (un "Ovidio moralizado"). El XVI un comentario moral de la Biblia (Liber Bibliæ moralis).
- Repertorium morale, inmensa recopilación en forma de diccionario alfabético destinado a ayudar en la predicación sobre todos los temas imaginables, inspirado en el libro de Bartolomeo Ánglico.
- la Collatio pro fine operis, epílogo del Repertorium morale.
- Sermones.
- Una traducción del Ab Urbe condita libri de Tito Livio, en las partes que se conocían en su época: la primera y tercera décadas enteras y la cyuarta salvo el libro 33. En francés antiguo (Livre de Tytus Livius de hystoire roumaine), realizada entre 1352 y 1356.
- Los Gesta Romanorum, una popular y celebérrima colección latina de anécdotas y cuentos que le atribuyen a veces.

- Datos: Q1370726
- Multimedia: Petrus Berchorius / Q1370726